# Ricardo Osorio
Ricardo Osorio Mendoza (30 de març de 1980) és un exfutbolista mexicà.

## Selecció de Mèxic
Va formar part de l'equip mexicà a la Copa del Món de 2006.